# Trương Tử Anh

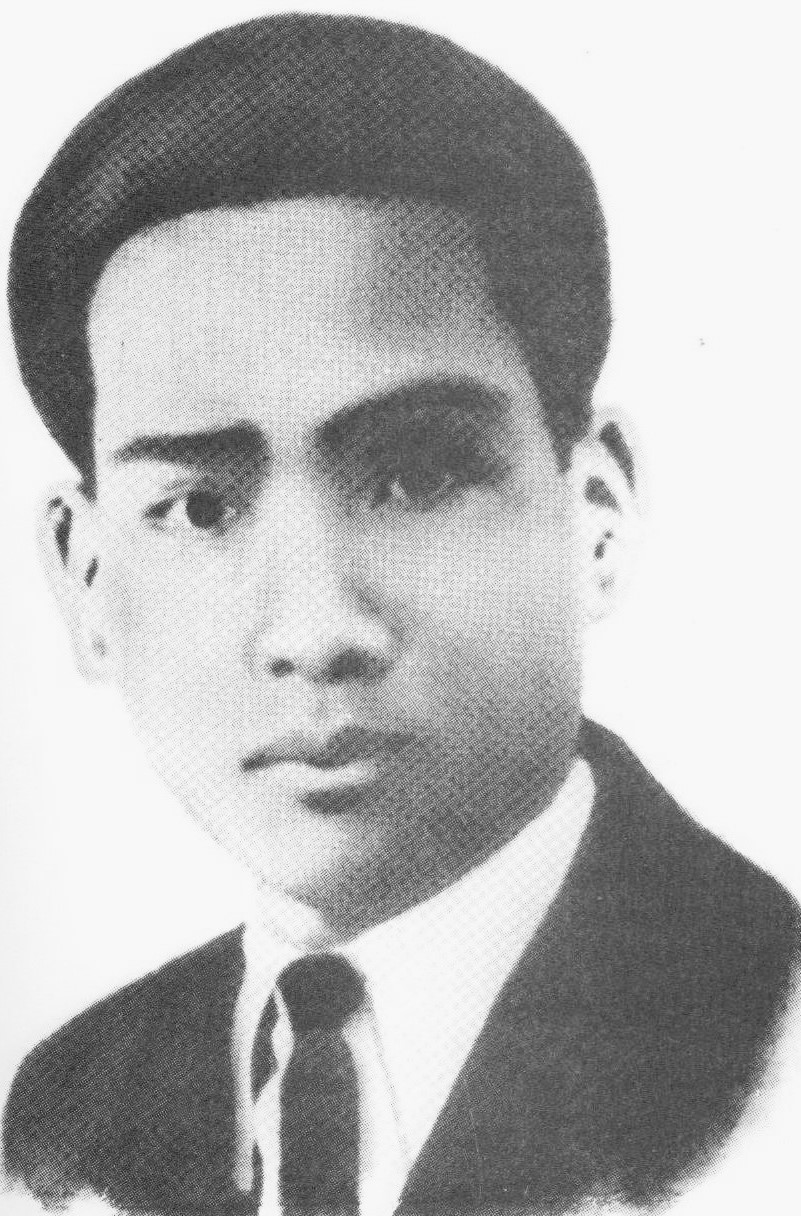
Trương Tử Anh

Trương Tử Anh (1914 – 1946) là người sáng lập và lãnh đạo Đại Việt Quốc dân đảng giai đoạn 1939-1946. Ông cũng là một trong những lãnh tụ của Mặt trận Quốc dân Đảng Việt Nam từ khi thành lập đến khi tan rã.

## Thân thế
Ông tên thật là Trương Kháng, sinh năm 1914 tại xã Hòa Phong, huyện Tuy Hòa, tỉnh Phú Yên. Ông nội là Trương Chính Đường, người sáng lập Hội Văn Phố Phú Yên và từng tham gia Phong trào Cần Vương. Cha là ông Trương Bội Hoàng còn có tên khác là Trương Bội Công; mẹ là bà Nguyễn Thị Miêng. Ông là con đầu trong một gia đình có 10 người con, vì vậy, về sau khi ông lấy bí danh là Phương, ông còn được gọi là Anh Cả hay Anh Cả Phương. Ông có một người em trai tên là Trương Văn Nguyên. Ông có một người em gái tên là Trương Thị Minh Thư (tháng 11/2016 còn sống).

## Chủ nghĩa Dân tộc sinh tồn ra đời
Năm 1934, ông ra Hà Nội theo học Luật khoa Viện Đại học Đông Dương. Là một người có tinh thần dân tộc, trong thời gian học tập, ông chú ý nghiên cứu nhiều về các triết thuyết, các chủ nghĩa chính trị đang thịnh hành trên thế giới thời bấy giờ. Trong các tiểu luận viết từ năm 1935, ông từng viết: "Những triết thuyết, những chủ nghĩa chính trị đương thời đều không thích hợp với dân tộc Việt Nam và đều có sai lầm". Từ đó, ông manh nha việc xây dựng một chủ thuyết của riêng nhằm định hướng cho những hoạt động chính trị của mình về sau này.
Ngày 10 tháng 12 năm 1938, Trương Tử Anh công bố một chủ thuyết tư tưởng về triết học và chính trị, gọi là Chủ nghĩa dân tộc sinh tồn. Chủ thuyết này phần nào chịu ảnh hưởng của Thuyết ưu sinh, về sau được các đồng chí của ông phát triển thêm, khái quát thành những điểm chính sau:
- Con người gồm những bản năng cơ bản là vị kỷ, tình dục và xã hội
- Để sinh tồn thì các bản năng này phải mạnh hơn những cá thể khác.
- Để bản năng mạnh mẽ cần có sức mạnh, biến cải và hợp quần.

## Xây dựng Đại Việt Quốc dân Đảng
Năm 1939, Trương Tử Anh tuyên bố thành lập Đại Việt Quốc Dân Đảng và lấy Chủ nghĩa Dân tộc sinh tồn làm nền tảng lý thuyết.
Ngày 4 tháng 10 năm 1941, Trương Tử Anh bị mật thám Pháp bắt ở Hà Nội bị tra tấn dã man, đến tháng 7 năm 1942 thì bị đưa về nguyên quán Phú Yên để quản thúc.
Tháng 1/1943 ông trốn ra Bắc hoạt động, đến tháng 7 năm 1943, lại bị Pháp bắt giam tại Hà Nội. Sau đó được lực lượng của Đại Việt Quốc Dân Đảng tổ chức cứu thoát.
Ngày 21/7/1944, Thống sứ Bắc Kỳ cho lệnh bắt Trương Tử Anh, ông tuyệt thực phản đối cộng với sự can thiệp của người Nhật nên được trả tự do. Cũng trong năm 1944, Trương Tử Anh cho Đại Việt Quốc Dân Đảng kết hợp với Đại Việt Quốc xã của Nguyễn Xuân Tiếu và Đại Việt Duy Dân của Lý Đông A và Đại Việt Dân Chính của Nguyễn Tường Tam thành lập một mặt trận chung với tên gọi là Đại Việt Quốc gia Liên Minh.
Tháng 9 năm 1945, ông đưa ra kế hoạch bốn điểm nhằm chống lại Việt Minh trong việc bầu cử Quốc hội và thành lập Chính phủ Liên Hiệp:
1. Phát động phong trào toàn dân bất hợp tác với Việt Minh.
2. Tách rời cựu hoàng Bảo Đại ra khỏi Việt Minh và vô hiệu hóa Quốc hội Việt Minh.
3. Thành lập một Trung tâm Chính trị Hải ngoại.
4. Củng cố các chiến khu, tăng cường khối Quốc Dân Quân, mở rộng địa bàn hoạt động.

## Hợp tác lập Mặt trận Quốc dân đảng Việt Nam
Ngày 15 tháng 12 năm 1945 Đại Việt Quốc dân đảng hợp nhất với Việt Nam Quốc dân đảng (lãnh tụ là Vũ Hồng Khanh) và Đại Việt Dân Chính đảng (lãnh tụ là Nguyễn Tường Tam) thành Mặt trận Quốc dân đảng Việt Nam. Trương Tử Anh làm Chủ tịch, Vũ Hồng Khanh làm Bí thư trưởng và Nguyễn Tường Tam làm Tổng thư ký.
Cũng trong tháng 12 năm 1945, Trương Tử Anh thành lập trường Lục quân Yên Bái (Chapa- Yên Bái) và chiến khu Di Linh ở Thanh Hóa.
Đêm 12 tháng 7 năm 1946, Nha Công an Việt Minh đột nhập vào trụ sở Việt Nam Quốc dân đảng tại 132 phố Duvigneau (Đuy-vi-nhô) (nay là phố Bùi Thị Xuân, Hà Nội) thu giữ nhiều tài liệu như truyền đơn, khẩu hiệu, thông cáo trong đó có một tài liệu đặc biệt do Trương Tử Anh soạn thảo là "Kế hoạch đảo chính Chính phủ Hồ Chí Minh".
Sau khi Pháp tái chiếm Đông Dương, ngày 19 tháng 12 năm 1946 thì Trương Tử Anh bị chính quyền Việt Minh xử tử. Cụ thể, theo Phó Tiến sĩ Sử học Nguyễn Tố Uyên: "Ngày 16-12, lực lượng công an đã bắt được Trương Tử Anh ở gần Quảng Bá, sau khi khai thác, chính quyền nhân dân đã quyết định xử tử tên phản động nguy hiểm này".